# Jo Salmson
Jo Salmson, pseudonym för Catharina Wrååk, född 9 april 1957, är en svensk barn- och ungdomslitteraturförfattare.

## Biografi och författarskap

### Pseudonym
Salmson är Catharina Wrååks mammas flicknamn. Wrååk valde inledningsvis att skriva under pseudonym då hon arbetade som förläggare när hon 2007 skrev sin första bok Den försvunna staden. Hon har senare lämnat förläggarjobbet för att skriva på heltid.

### Översikt
Jo Salmson har skrivit fem fantasyserier. Fyra av dem är avsedda för en yngre målgrupp med svart-vita illustrationer på varje uppslag.
- Almandrarnas återkomst, illustrerad av Peter Bergting
- Drakriddare, illustrerad av Åsa Ekström
- Häxfolket, illustrerad av Natalia Batista
- Maros resa, illustrerad av Åsa Ekström

Den femte saknar illustrationer, men har omslag av Jonas Åkerlund:
- Drakarnas öde

### Drakriddare
Serien Drakriddare beskrevs av Kristin Hallberg i SvD som "en spänningsfylld läsning och bjuder säkert fantasynovisen på en hel del överraskningar". Hon framhåller att Åsa Ekströms illustrationer "lyfter fram berättelsernas dramatiska ögonblick samtidigt som de beskriver miljön och ger mangans typiskt sentimentaliserande drag åt känslosvallet".
Serien består av sex böcker, och  är översatt till bland annat danska, norska, finska, ryska och kinesiska. 

### Drakarnas öde
Jo Salmsons fantasyserie, Drakarnas öde är en fristående fortsättning på serien om Tam. Den tar vid tre år efter händelserna i Drakriddare, och dessa böcker vänder sig till äldre läsare. Här heter huvudpersonen Nea, en 14-årig flicka som är uppvuxen i Hammar, en militärstad i landets norra del.
Första boken Stjärnstenen beskrevs av Steven Ekholm i DN som "lättläst och spännande fantasy .... med ett mycket fint gehör för sin målgrupp ... Stjärnstenen är hennes bästa bok hittills".

### Hjälp!-serien
2012 kom böckerna Hjälp! Jag gjorde illa Linn och Hjälp! Jag tappar bort en hund. Det är två böcker som ingår i Bonnier Carlsens Lätt-att-läsa-serie. Jo Salmson låter läsaren följa med på ett spännande och lite läskigt vardagsdrama i förorten som förmedlar starka känslor och spännande situationer tillsammans med Veronica Isakssons illustrationer. Senare har även Jimmy Wallin och Lovisa Lesse medverkat som illustratörer. Fram till 2022 har sammanlagt tio böcker publicerats i serien.

### Övriga böcker
Jo Salmson har även utkommit med två faktaböcker för barn, Jo Salmson berättar om rymden, illustrerad av Axel Rator, och Jo Salmson berättar om pyttesmå partiklar, illustrerad av Ola Skogäng. Om Rymden beskrivs av Cecilia Burman i SvD som "en enkel faktabok om mörk materia, maskhål och galaxer ... som fungerar för unga och vetgiriga ... med riktigt fina illustrationer i serietidningsstil av Alex Rator".

### Hjälp!-serien
1. Hjälp! Jag gjorde illa Linn (2012)
2. Hjälp! Jag tappar bort en hund (2012)
3. Hjälp! Jag hittar ett fusk (2013)
4. Hjälp! Var är skatten? (2014)
5. Hjälp! Ett spökhus (2015)
6. Hjälp! Eld och lågor! (2016)
7. Hjälp! Rädda Husse (2018)
8. Hjälp! Det var inte mitt fel! (2019)
9. Hjälp! Jag måste hitta Mia! (2021)
10. Hjälp! Han sjunker! (2022)

### Övriga bokserier (fiktion)

#### Alamandrarnas återkomst
1. • Den försvunna staden (2007)
2. • Silveramuletten (2007)
3. • Hertigens soldater (2008)
4. • I stjälarens spår (2008)
5. • Genom Drömmens rike (2008)

#### Drakriddare
1. • Tam, tiggarpojken (2009)
2. • Tams svåra prov (2009)
3. • Jakten på Tam (2009)
4. • Tam i drakarnas stad (2009)
5. • Tam och drakupproret (2010)
6. • Tam och nydraken (2010)

#### Häxfolket
1. • De stulna barnen (2011)
2. • Fly, Sol, Fly! (2011)
3. • Magiska krafter (2011)
4. • Folket som försvann (2012)

#### Maros resa
1. • Kungen kommer! (2013)
2. • Skuggan och draken (2013)
3. • Ett hjärta av is (2014)
4. • I drottningens namn (2014)

#### Drakarnas öde
1. • Stjärnstenen (2015)
2. • Draksången (2016)
3. • Blånatten (2018)

#### Odjuret i borgen
1. • Nijko och den stora hemligheten (2021)
2. • Nijko och fången i tornet (2022)
3. • Nijko och den magiska boken (2022)

### Faktaböcker
- Jo Salmson berättar: Om rymden (2011)
- Jo Salmson berättar: Om pyttesmå partiklar (2013)

## Utmärkelser
- 2013 – Nordiska skolbibliotekarieföreningens barn- och ungdomsbokspris, med motiveringen: "Efter ett tidigare krig tillfångatogs Sol, som liten, och får leva bland tjänstefolket. När oroligheterna börjar blossa upp igen mellan folkslagen inser Sol att hon inte är som de hon har levt med, varken till sätt eller utseende. Arel och Eno är härskarfolkets barn, men de har levt tillsammans som syskon alla tre. I ”Häxfolkets” fantasyvärld får vi följa Sol, Arel och Enos äventyr. Deras vänskap sätts på prov och vi kan skönja moraliska ställningstaganden i boken.  Boken lämpar sig som högläsning, men också för enskild läsning. Texten är stor och bilderna utgör en fantasieggande förstärkning av berättelsen. Det är lätt för läsaren/lyssnaren att identifiera sig med barnen i boken. Det är en bra bok att diskutera omkring olikheter, krig, genusfrågor, förhållningssätt, dumma tankar kontra skuldkänslor, huruvida livet är svart eller vitt- hur behandlar man gråzonen? - etc. Boken är dessutom mycket spännande och man vill bara fortsätta läsa hela tiden!  Boken riktar sig till åldersgruppen 6-9 år, men kan med fördel läsas av även äldre barn. Vad som gör boken så bra är den är så nyanserad på djupet. Barnen kan läsa den helt som en fantasyroman, men möjligheten till igångsättande av djupare processer finns i bokens substans. Utmärkt bok för läsecirkelsdiskussioner- även för äldre barn som man vill få igång med att läsa!"[4]
- 2014 – Länstidningen Södertäljes kulturpris till Catharina Wrååk, "för hennes författarskap under pseudonymen Jo Salmson"[5]